# Antarctische sluimerhaai
De Antarctische sluimerhaai (Somniosus antarcticus) is een vis uit de familie van  sluimer- of ijshaaien (Somniosidae) en behoort tot de orde van doornhaaiachtigen (Squaliformes). Deze haai wordt sporadisch aangetroffen op het zuidelijk halfrond en wordt vaak beschouwd als een ondersoort van de Pacifische sluimerhaai, maar ook van de Groenlandse haai. Zo bestaan er beschrijvingen van in zuidelijke oceanen gevangen sluimerhaaien die als Groenlandse haai worden aangeduid.
Het geslacht Somniosus is inmiddels onderwerp van een revisie, maar deze is in FishBase nog niet verwerkt.